# Clifton (Illinois)
Clifton es una villa ubicada en el condado de Iroquois en el estado estadounidense de Illinois. En el Censo de 2010 tenía una población de 1468 habitantes y una densidad poblacional de 643,36 personas por km².

## Geografía
Clifton se encuentra ubicada en las coordenadas 40°56′4″N 87°56′2″O / 40.93444, -87.93389. Según la Oficina del Censo de los Estados Unidos, Clifton tiene una superficie total de 2.28 km², de la cual 2.28 km² corresponden a tierra firme y (0%) 0 km² es agua.

## Demografía
Según el censo de 2010, había 1468 personas residiendo en Clifton. La densidad de población era de 643,36 hab./km². De los 1468 habitantes, Clifton estaba compuesto por el 97% blancos, el 0.27% eran afroamericanos, el 0% eran amerindios, el 0.41% eran asiáticos, el 0% eran isleños del Pacífico, el 0.34% eran de otras razas y el 1.98% pertenecían a dos o más razas. Del total de la población el 1.09% eran hispanos o latinos de cualquier raza.